# Siti Musdah Mulia
Siti Musdah Mulia (3 de marzo de 1958) es una activista de los derechos de las mujeres indonesia.

## Biografía
Siti la primera mujer nombrada profesora de investigación en el Instituto de Ciencias Indonesio, y también trabajó como conferenciante sobre el pensamiento político islámico en la Escuela de Estudios de Posgrado de la Universidad Estatal de Yakarta Syarif Hidayatullah en Indonesia. Desde 2007 Siti también ha sido la Presidenta de la ONG Conferencia Indonesia sobre la Religión para la Paz.
Fue la primera mujer en obtener un doctorado en pensamiento islámico por la Universidad Estatal de Yakarta Syarif Hidayatullah en 1997. De 1999 hasta 2007 fue Asesora Senior del Ministro de Asuntos Religiosos, a partir del cual fue miembro de un equipo que en 2004 creó un borrador legal para contrarrestar el código legal islámico, recomendando entre otras cosas la prohibición del matrimonio infantil y la autorización del matrimonio entre gente de distinta fe. Sin embargo, el ministro de Asuntos Religiosos tuvo que cancelar el proyecto debido a las violentas protestas.  De 2000 hasta 2005 fue la jefa  de la División de Investigación del Consejo de Ulema Indonesio.
También ha escrito los libros El Islám Critica la Poligamia (2003), Muslimah Reformista (2004), e Islam y La Inspiración de la Equidad de Género (2005).
La doctora Siti ha recibido el Premio Internacional a las Mujeres de Coraje en 2007, el Premio Yap Thiam Hien en 2009, y el Premio a la Mujer del Año del gobierno italiano en 2009.